# Compay Segundo
Compay Segundo, född 18 november 1907, död 13 juli 2003, var en kubansk musiker och kompositör. Han föddes Máximo Francisco Repilado Muñoz. Hans scennamn härstammar från 'Los Compadres', en duo bestående av honom och Lorenzo Hierrezuelo. I den sjöng han alltid andra rösten (segundo = sekund). Compay Segundo växte upp i staden Santiago de Cuba.
Compay Segundo spelade armònico; en sjusträngad gitarr där G-strängen fördubblats. Han blev en populär kompositör och musiker; välkänd av fans av kubansk musik. Han blev riktigt känd 1997 med släppet av albumet Buena Vista Social Club i ett samarbete mellan den samordnade gruppen och den amerikanska gitarristen / producenten Ry Cooder som vann flera Grammy Awards. Compay Segundo dök också upp i filmen med samma titel från regissören Wim Wenders.
För den svenska TV-publiken blev han känd genom Stina Lundberg Dabrowskis dokumentärserie om Kuba.